# フライトジャケット

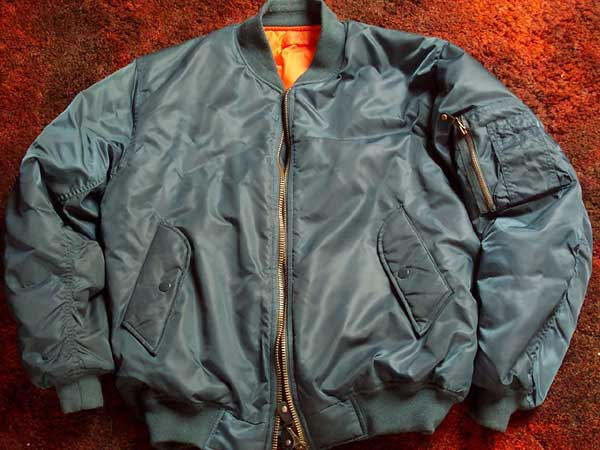
代表的なフライトジャケットであるMA-1

フライトジャケット（英語: flight jacket）とは、航空機に搭乗するパイロットおよびクルーが着用する上衣（ジャケット）。

## 概要
飛行機は対流圏や成層圏下層部などの気圧や気温の変動の大きい過酷な環境を飛行して任務を行い、特に戦闘機をはじめとする軍用機のパイロットの疲労度も高くなるため、過酷な環境から身体を防護するための装備が不可欠となる。
フライトジャケットは軍用機での運用を想定し、国家の威信をかけた軍用品として開発されたものであり、士気高揚のため見た目が良く、満足すべき機能を備え、詳細な規定（Mil-Spec）に基づき、正規契約を交わしたメーカーにより製作される。
それらを模して作られたミリタリーファッション製品のほとんどは、素材が廉価な代替品であったり、詳細部分の省略が多く、機能的には実物に遠く及ばない事が多い。とはいえ、規定が変更され支給が終了したジャケットに愛着を持つベテランが、これらの民生品を着用している事も珍しくない。
なかでもBで始まるモデルは、「ボマージャケット」とも呼ばれる（日本語の発音・表記では「ボンバー」とされることもある）。ファッション業界においては、ブルゾンの一種として扱われることもある。
ワッペンやペイントなどで装飾を施されたものも多い。軍用品の場合、所属部隊や階級／コールサインなどを表示する実用的な意味合いもあるが、やはり上記の様に士気高揚のためにデザインされる事が多く、視覚的にも優れている。軍用品としてのハードコアな雰囲気のうえに、いわゆる「カッコよさ」が加わり、ジャケット自体だけでなく装飾全体に惹かれる愛好者は多い。
1980年代には、映画やドラマの登場人物が着ていたフライトジャケットに人気が集まり、一時は日本中にフライトジャケットを着用した若者が見かけられた。

## 主なモデル
- A-1（馬革、羊革）
- A-2（馬革、牛革、鹿革製） - 第二次世界大戦中に米陸軍航空隊が使用し、1988年に米空軍で復活したモデル[1]。
- B-1（革製）
- B-2（馬革・ウール製）
- B-3（羊革・毛皮製）
- B-3S（羊革・毛皮製） - 第二次世界大戦中に米陸軍航空隊がヘビーゾーン用として使用[1]。
- B-6（羊革・毛皮製）
- B-7（羊革・毛皮製）
- B-9（綿 + 羽毛製）
- D-1（羊革、毛皮製）
- B-10（綿製）
- B-15（綿製） - 1944年に採用されたモデル[1]。
- B-15A（綿製）
- B-15B（ナイロン製）
- B-15C（ナイロン製）
- B-15D（ナイロン製）
- B-17（ナイロン製）
- L-2（ナイロン製）
- L-2A（ナイロン製）
- L-2B（ナイロン製）
- N-1（綿製）
- N-2（ナイロン製）
- N-2A（ナイロン製）
- N-2B（ナイロン製）
- N-3（ナイロン製、極寒地用[1]）
- N-3A（ナイロン製、極寒地用[1]）
- N-3B（ナイロン製、極寒地用（地上用）[1]）
- MA-1（ナイロン製） - 1950年代に開発されたインターミディエートゾーン用のフライトジャケット[2]。
- CWU-45P（ノーメックス製） - 難燃性素材ノーメックスを使用したフライトジャケット[2]
- CWU-36P（ノーメックス製） - 難燃性素材ノーメックスを使用したフライトジャケット（夏季向け）[2]
- G-1（牛革、鹿革、山羊革製）
- 37J1（綿製）
- AN-J-3A（牛革、鹿革・山羊革製）
- M-422A（牛革、鹿革・山羊革製）
- M-445A（シープムートン製）
- J-WFS（ナイロン製）

## ゾーンタイプ
米軍で採用されたフライトジャケットは、その機能、防寒性能、目的毎に主に5分類で「ゾーンタイプ」分類されている。表記してあるのは対応外気温（摂氏）の目安である。
- VERY LIGHT ZONE 30〜50度　（M421・J7758など）
- LIGHT ZONE 10〜30度　（L-2系・A-1・A-2など）
- INTERMEDIATE ZONE -10〜10度　（B-10・B-15系・MA-1・B-6など）
- HEAVY ZONE -30〜-10度　（B-3・B-9・N-3Bなど）
- VERY HEAVY ZONE -50〜-30度　（B-7・B-9・AL-1など）

## 実物と復刻（レプリカ）品
軍に正規支給・採用されているフライトジャケットは一般的に入手が困難である。過去に使われていたフライトジャケットは、年代が古くなるほど保存数が少なく、保存状態が良いものも極めて少ない（旧型は革製なので尚更）。その希少性からコレクターの間では高値で取引される。また、現行品（現在、正規採用されているフライトジャケット）は一般市場への放出・流出量が多いとは言えない。
また、軍に正規支給・採用されているフライトジャケットを資料とし、精巧な復刻品（レプリカ。「モデルジャケット」と称する社もある）を一般市場向けに製造販売するブランドも日本のアパレルメーカーを中心に数多く存在する。

## フライトジャケットの代表的なメーカー
- ザ・リアルマッコイズ（株式会社ザ・リアル・マッコイズ・インターナショナル） 日本
- トイズマッコイ  日本
- バズリクソンズ（東洋エンタープライズ株式会社） 日本
- THE FEW（THE FEW MFG. CO. LIMITED） 日本
- フェローズ（有限会社志村） 日本
- ゴールデン・フリース（アイ・スピワック&ソンズ） アメリカ合衆国
- ヒューストン（ユニオントレーディング株式会社） 日本
- アヴィレックス（アヴィレックスLtd.（英語版）） アメリカ合衆国
- アルファ（アルファ・インダストリーズ） アメリカ合衆国 ※軍納入メーカーでもある
- ショット（ショットNYC） アメリカ合衆国

## 着用例

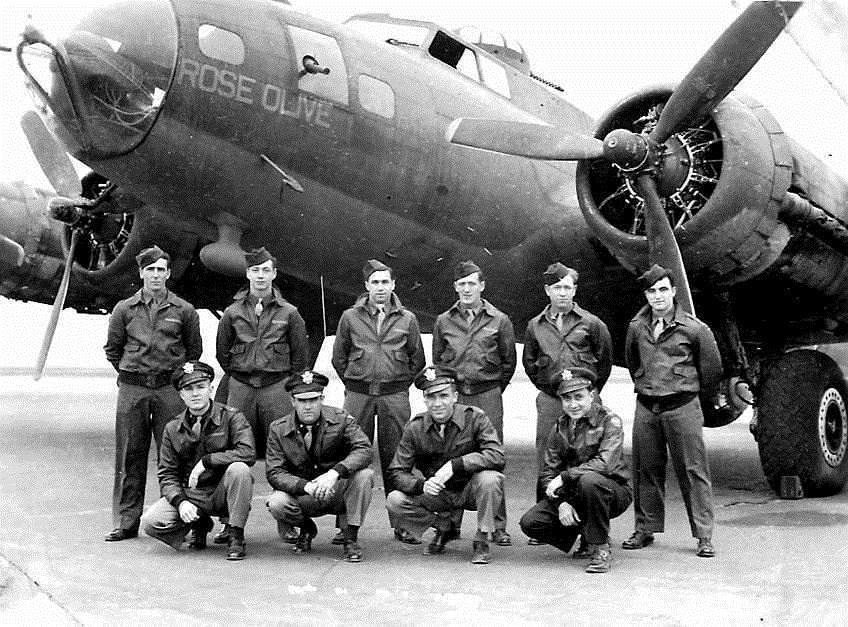
A-2を羽織ったB-17の搭乗員
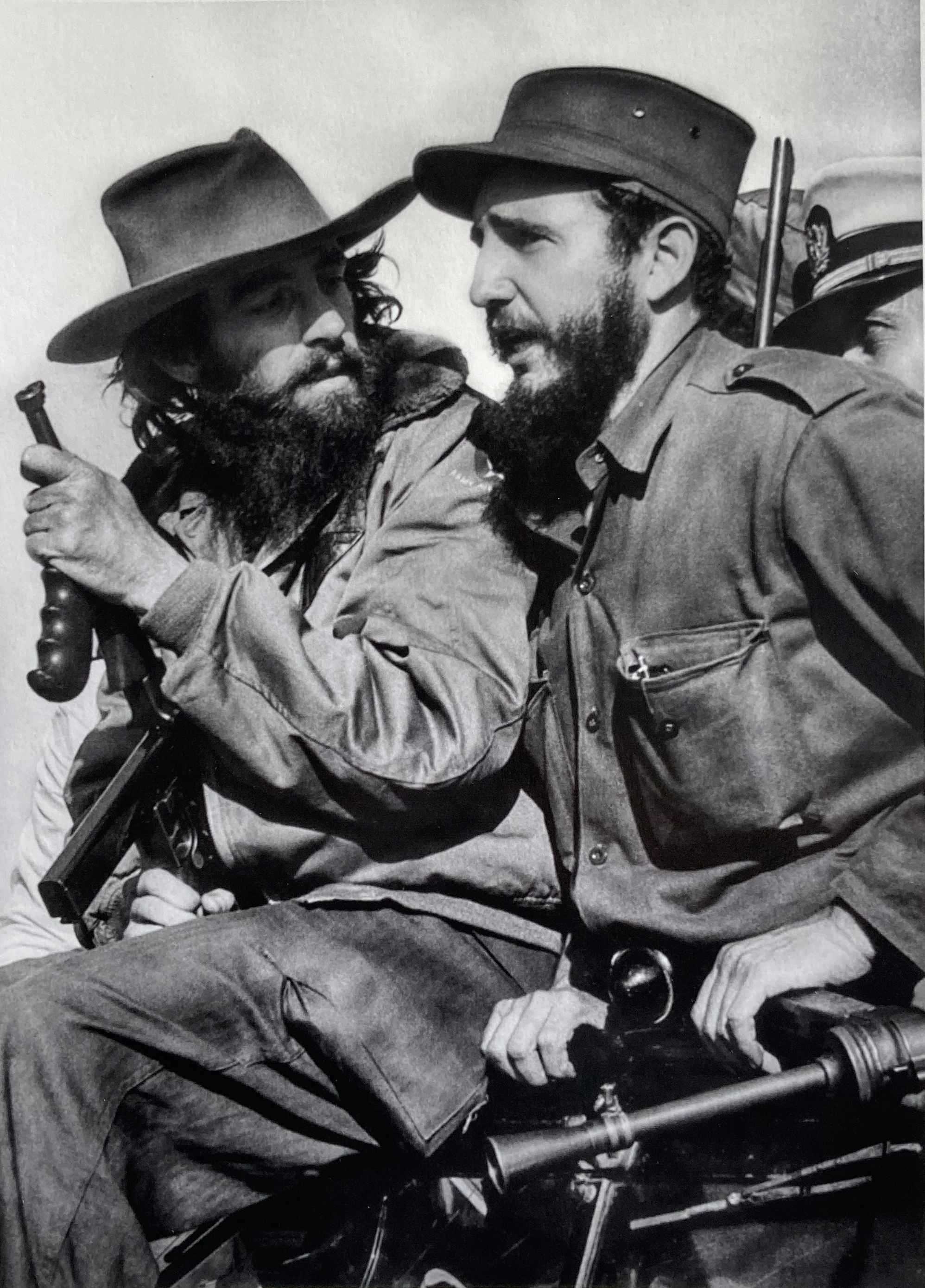
米陸軍航空隊のB-15Aを着用したカミロ・シエンフェゴス
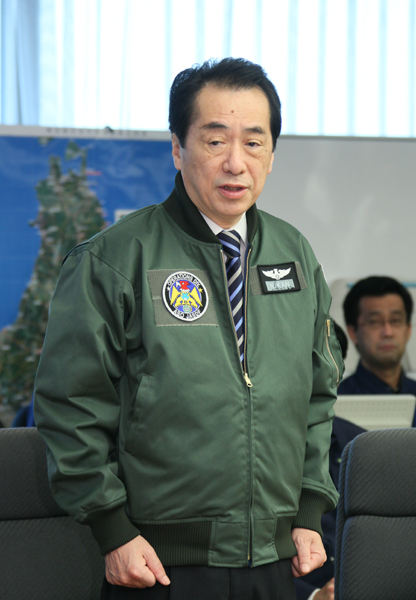
航空自衛隊のフライトジャケットを着用した菅直人